# 8806 Fetisov
8806 Fetisov è un asteroide della fascia principale. Scoperto nel 1981, presenta un'orbita caratterizzata da un semiasse maggiore pari a 2,8065125 UA e da un'eccentricità di 0,1325520, inclinata di 8,73570° rispetto all'eclittica.
L'asteroide è dedicato all'hockeista russo Vjačeslav Fetisov.